# Джулі Фауді
Джулі Морін Фауді ([ˈfaʊdi] англ. Julie Maurine Foudy; 23 січня 1971) — американська футбольна півзахисниця, дворазова чемпіонка світу з футболу серед жінок і дворазова золота призерка Олімпійських ігор. Вона грала за жіночу збірну США з футболу з 1988 по 2004 рік. За свою міжнародну кар'єру Фауді зіграла 274 матчі, була капітаном збірної з 2000 по 2004 рік, а також віцекапітаном з 1991 по 2000 рік. У 1997 році вона стала першою американкою та першою жінкою, яка отримала нагороду ФІФА за чесну гру.
З 2000 по 2002 рік Фауді була президентом Фонду жіночого спорту. У 2006 році вона стала співзасновником Академії спортивного лідерства Джулі Фауді, організації, яка займається розвитком лідерських навичок у дівчат-підлітків. У 2007 році разом зі своєю партнеркою по команді, Міа Гемм, була включена до Національного залу футбольної слави. Наразі вона є аналітиком, репортером та ведучим телевізійних трансляцій жіночих футбольних трансляцій на ESPN.
Фауді є автором книги Choose to Matter: Being Courageously and Fabulously YOU та знялася в документальному фільмі HBO «Наважся мріяти: Історія жіночої футбольної команди США». Вона була виконавчим продюсером короткометражного документального фільму «Рівні умови гри» з Крістен Прес у головній ролі та продюсером епізоду програми ESPN «Дев'ять на IX» під назвою «The 99ers», за участю її подруг по жіночій збірній США, яка виграли чемпіонат світу з футболу 1999 року.

## Раннє життя
Фауді народилася 23 січня 1971 року в Сан-Дієго, Каліфорнія, але виросла у Мішн-В'єхо. Вона закінчила середню школу Мішн-В'єхо у 1989 році, де двічі входила до першої всеамериканської команди. Фауді була названа гравцем 1980-х років за версією Los Angeles Times і гравцем року в Південній Каліфорнії три роки поспіль (1987—1989 рр.).

### Стенфордський кардинал, 1989—1992
Фауді навчалася в Стенфордському університеті, де протягом трьох років поспіль (1989–91) була визнана найкращою футболісткою року серед гравців жіночої команди «Стенфорд Кардинал». У Стенфорді вона стала чотириразовою чемпіонкою з футболу NSCAA (NSCAA All-American) та завершила свою студентську кар'єру з 52 голами, 32 гольовими передачами та 136 очками у 78 матчах. Вона була названа гравцем року за версією Soccer America 1991 року і першокурсницею року за версією Soccer America 1989 року, а також була дворазовою фіналісткою Трофея Германа в 1991 і 1992 роках. Усі чотири роки вона допомагала «Кардиналу» виходити в плей-оф турніру NCAA. Вона отримала нагороду Стенфорда як видатна спортсменка-першокурсниця, другокурсниця та спортсменка-юніорка, а також була названа найкращим футбольним гравцем десятиліття за версією Soccer America в 1990-х роках.

## Ігрова кар'єра

### Клубна кар'єра

#### Сакраменто Шторм
Фауді грала за «Сакраменто Шторм», який виграв чемпіонат штату Каліфорнія серед аматорів у 1993, 1995 та 1997 роках.

#### Тиреше
У 1994 році Фауді грала за «Тиреше» у Дамальсвенскан у Швеції, приєднавшись до своїх одноклубниць по збірній Мішель Акерс, Мері Гарві та Крістін Ліллі.

#### Сан-Дієго Спіріт, 2001—2003
Фауді обіймала посаду капітана в команді Жіночої об'єднаної футбольної асоціації (WUSA), «Сан-Дієго Спірит». Вона провела 59 матчів у регулярному чемпіонаті, забивши вісім голів і віддавши 13 гольових передач. Коли у вересні 2003 року WUSA призупинила свою діяльність, Фауді була офіційним представником гравців у спробах відродити лігу.

### Кар'єра у збірній
Фауді почала подорожувати з жіночою національною футбольною командою Сполучених Штатів у 16-річному віці. Вона взяла участь у запрошеному жіночому турнірі ФІФА 1988 року як неігрова заміна, а 29 липня 1988 року вперше вийшла на поле у матчі проти Франції на Мундіаліто.
Фауді брала участь у чотирьох турнірах Чемпіонату світу з футболу серед жінок, вигравши два чемпіонати світу ФІФА серед жінок — у 1991 та 1999 роках. Вона брала участь у трьох літніх Олімпійських іграх, вигравши золоту олімпійську медаль у 1996 році, срібну медаль у 2000 році та знову золоту медаль у 2004 році. Після Олімпійських ігор 2004 року Фауді разом з іншими футбольними звездами Мії Хемм, Джой Фосетт і Бренді Честейн вирушила в 10-матчеве «прощальне турне», яке ознаменувало кінець того, що ЗМІ назвали «золотою ерою» американського жіночого футболу. Газета St. Petersburg Times написала, що команда «…змінила обличчя жіночого футболу».

## Статистика голів за збірну
| Немає. | Дата                   | Місце проведення    | Суперник          | Оцінка | Результат | Конкуренція                                     |
| ------ | ---------------------- | ------------------- | ----------------- | ------ | --------- | ----------------------------------------------- |
| 1.     | 18 квітня 1991 року    | Порт-о-Пренс, Гаїті | Мексика           | 5 –0   | 5–0       | Чемпіонат КОНКАКАФ серед жінок 1991             |
| 2.     | 24 листопада 1991 року | Фошань, Китай       | Китайський Тайбей | 4 –0   | 7–0       | Чемпіонат світу з футболу серед жінок 1991 року |
| 3.     | 21 серпня 1994 року    | Монреаль, Канада    | Канада            | 5 –0   | 6–0       | Чемпіонат КОНКАКАФ серед жінок 1994             |
| 4.     | 10 червня 1995 року    | Гельсінборг, Швеція | Австралія         | 1–1    | 4–1       | Чемпіонат світу з футболу серед жінок 1995 року |
| 5.     | 19 червня 1999 року    | Іст-Резерфорд, США  | Данія             | 2 –0   | 3–0       | Чемпіонат світу з футболу серед жінок 1999 року |
| 6.     | 17 вересня 2000 р      | Мельбурн, Австралія | КНР               | 1 –0   | 1–1       | Літні Олімпійські ігри 2000 року                |
| 7.     | 25 вересня 2003 р      | Філадельфія, США    | Нігерія           | 5 –0   | 5–0       | Чемпіонат світу з футболу серед жінок 2003 року |

## Кар'єра спортивного телеведучого
Фауді працювала студійним аналітиком для висвітлення на ABC, ESPN і ESPN2 під час висвітлення Чемпіонату світу з футболу 2006 року та Євро-2008, а також надавала ефірні коментарі та аналіз під час матчів жіночої національної збірної США. Вона також була співведучою на телеканалах ABC та ESPN трансляцій Чемпіонату світу з футболу серед жінок 2007 року та сезону Вищої ліги футболу 2007 року, в тому числі Кубоку MLS. Разом з Енді Греєм та Томмі Смітом вона виступала експертом на ESPN під час висвітлення фінальної частини чемпіонату УЄФА Євро-2008. Під час Чемпіонату світу з футболу 2010 року вона працювала репортером та аналітиком, готуючи репортажі, інтерв'ю та аналітичні матеріали з Південної Африки для ESPN. Фауді також є репортером програми розслідувань ESPN «За межею» (Outside the Lines). Вона працювала репортером спортивного відділу на NBC Sports під час висвітлення літніх Олімпійських ігор 2008 року, а також підміняла Дану Джейкобсон у програмі ESPN First Take. З кінця 2010 року Фауді працює в парі з Гленном Девісом або Ієном Дарком в складі головної телевізійної команди ESPN для телетрансляцій жіночого футболу, як це було під час Чемпіонату світу з футболу серед жінок 2011 року.
20 серпня 2013 року ESPN Films спільно з Фауді представила новий фільм «Дев'ять на IX» про жіночу збірну 1999 р. на чемпіонаті світу з футболу «The 99ers». Фільм, знятий режисером Ерін Лейден і продюсером Фауді, розповідає про неймовірну історію жіночої збірної США з футболу 1999 року, використовуючи особисті закулісні зйомки Фауді. У фільмі зібрані ключові гравці команди 1999 року, а також бесіди з нинішніми гравцями збірної США. У фільмі розглядається, як змінився жіночий футбол і жіночий спорт загалом з того епічного дня на стадіоні «Rose Bowl».
Фауді працювала репортером ESPN на зимових Олімпійських іграх 2018 року та Чемпіонаті світу з футболу серед жінок 2019 року.
Фауді є ведучим подкасту «Сміятися дозволяється» («Laughter Permitted»), який бере інтерв'ю у "«першопрохідців у спорті про переживання, пов'язані з радістю і щастям у житті та спорті».
У 2023 році Фауді приєдналася до WBD Sports, щоб працювати провідним аналітиком матчів USWNT і USMNT. Вона також продовжує працювати на ESPN.

## Академія спортивного лідерства Джулі Фауді
Академія спортивного лідерства Джулі Фауді (JFSLA) — це організація, що займається спортом і лідерством для дівчат, заснована у 2006 році Фауді та її чоловіком Яном Сойєрсом. Академія проводить тижневі комбіновані спортивні табори (футбол або лакрос) та академію лідерства для дівчат віком 12–18 років. Серед викладачів — золоті олімпійські медалісти, чемпіони Кубка світу та інші видатні спортсмени. Табори зосереджені на розвитку лідерських якостей «на полі та поза ним». За словами Фауді, «…продуктивна успішна команда — це не про одну людину або про одну частину цієї команди. Успішна команда означає, що кожен робить свій внесок. Коли я озираюся на свою командну кар'єру в США, наші найуспішніші команди, які вигравали чемпіонати світу та олімпійські медалі, мали один спільний знаменник: ми всі робили свій внесок у позитивну командну хімію». Проводячи 2006 року в Тампі молодіжний футбольний семінар, вона сказала, що успіхи жіночої збірної США з футболу на Кубку світу ФІФА і літніх Олімпійських іграх змінили ставлення до жіночого футболу з боку міжнародних футбольних федерацій.

## Підключення до системи espnW
Мережа EspnW звертається до молодих жінок покоління Z, які народилися між 1997 і 2012 роками. EspnW була заснована в липні 2010 року. EspnW і JFSLA працюють разом, щоб створити надихаюче середовище для просування молодих спортсменок. Ці дві організації використовують різні платформи, включаючи соціальні мережі, такі як twitter, snapchat та Instagram, щоб сприяти просуванню жіночого спорту.

## Відзнаки та нагороди
Фауді була обрана для включення до Національного залу футбольної слави 2007 року разом із колишньою подругою по команді Міа Гемм. Включення Фауді та Гемм до Національного залу футбольної слави США стало першим випадком введення до нього жінок.
У 1997 році вона отримала нагороду ФІФА за чесну гру за боротьбу з дитячою працею, ставши першою американкою і першою жінкою, яка отримала цю нагороду. За свої досягнення у футболі в Сполучених Штатах Фауді була нагороджена «Золотим піджаком» у 2015 році за версією журналу «Чоловіки в піджаках».
Американська бібліотечна асоціація обрала Фауді почесним головою Національного бібліотечного тижня 2017 року.

## Особисте та політичне життя

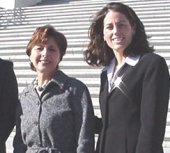
Фауді з сенатором Барбарою Боксер у 2001 році

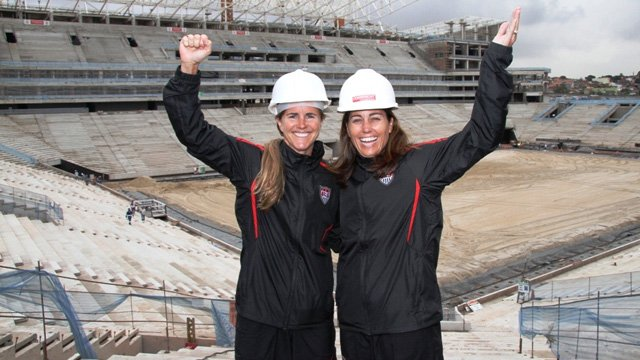
Бренді Честейн і Джулі Фауді в Бразилії у 2014 році

Фауді бере активну участь у низці політичних справ, пов'язаних із правами жінок та робітників. У 1998 році вона отримала нагороду ФІФА за чесну гру на знак визнання її боротьби проти дитячої праці у виробництві спортивного інвентарю. За рік до цього вона здійснила поїздку до Пакистану, щоб проінспектувати умови праці на фабриці, де виготовлялися футбольні м'ячі для її тодішнього спонсора, компанії Reebok.
У 2002 році міністр освіти Сполучених Штатів Род Пейдж призначив Фауді, колишню президентку Жіночого спортивного фонду, членом Комісії з питань можливостей у легкій атлетиці — групи, якій було доручено проаналізувати наслідки та імплементацію історичного закону 1972 року «Розділ IX». Фауді та його колега-член комісії Донна де Варона відмовилися підписати звіт, написаний комісією, заявивши, що в ньому применшується існування дискримінації за ознакою статі в шкільному спорті, а деякі рекомендації дозволять школам уникати дискримінації. Вони випустили звіт меншості, в якому рекомендували залишити чинну антидискримінаційну політику на місці. Зрештою, Пейдж вирішила дотримуватися лише тих рекомендацій, які отримали одностайну підтримку комісії.
Фауді та Ян Сойєрс одружені з 1995 року. Фауді народила їхню першу дитину, доньку Ізабель Енн, 1 січня 2007 року. Друга дитина, син Деклан, народився в грудні 2008 року.
У 2014 році Бренді Честейн і Фауді разом організували в Бразилії семінари для молодих жінок, щоб залучити їх до занять футболом.
Фауді знялася в документальному фільмі HBO «Наважись мріяти: Історія жіночої збірної США з футболу». Вона також знялася в документальному фільмі HBO Max LFG.